# Ba moin en tibo

Ba moin en tibo (ou Ban mwen on ti bo en graphie du créole GEREC), Donne-moi un petit baiser en français, est une chanson du folklore des Antilles françaises.

## Histoire
Biguine d'auteur inconnu, elle aurait été enregistrée pour la première fois en 1931 par le Martiniquais Paul Delvi et son orchestre. Son compositeur serait Armand Siobud (d) .
En 1961, le pianiste grec Nicholas Astrinidis (el) reprend la chanson en piano sous le titre Danse antillaise, Op. 27b (Pour Quatre Mains),.
En 1966 il connaît un grand succès par le groupe Steel Band sur l'île de Carriacou sous le nom de Rythmes antillais. L'enregistrement rare est recueilli par André Petit et Jean Raspail.
Ce classique a été repris par le chanteur Martiniquais Louis-Lucien Boislaville, mais également dans les années 1970 par Richard Anthony sous le titre Tibo puis par Philippe Lavil sous le titre Adam et le serpent et par le chanteur guadeloupéen Gérard La Viny.
Le titre fut popularisé en France métropolitaine par La Compagnie créole en 1976.

## Sens
Écrite en créole antillais, les paroles « Ba mwen on ti bo, dé ti bo, twa ti bo, Doudou, Ba mwen tousa'w lé pou soulajé tjè mwen » peuvent se traduire : « Donne-moi un (petit baiser) bisou, deux (petits baisers) bisous, trois (petits baisers) bisous, chérie ; donne-moi tout ce que tu veux , pour soulager mon cœur ». Le verbe introductif « ba » viendrait de « bailler », terme désuet en français.

## Utilisations et postérité

### Reprises
Voici quelques reprises de la chanson :
- Henri Debs, Guy Alcindor et Paul Blamar de 1972 Ban moin on ti bo
- Bernard Menez de 1992 Ban moin un ti bo[11] ;
- André Bézu de 1992 Ba moin en tibo
- Kali de 2007 Ban Mwen An Ti Bo, album Racines Caraïbes Vol. 5 (feat. Victor Treffre et Jocelyne Béroard)[12].

### Au cinéma
Sauf indication contraire, les informations mentionnées dans cette section peuvent être confirmées par le générique de fin de l'œuvre audiovisuelle présentée ici, ainsi que par la base de données cinématographiques IMDb,  présente dans la section « Liens externes ».
- 1997 : Les Randonneurs
- - bande originale, lors de la scène de mariage par le Groupe Aventurin Show
- 2018 : Tout le monde debout - lors de la scène de l'enterrement

### Adaptations
En 1976, Chocolat's sort Donne-moi un baiser, une adaptation flandrienne.
L'air de cette chanson est également repris en 1977 dans une version allemande de Roland Kaiser, intitulée "Sieben fässer wein", ce qui signifie "Sept tonneaux de vin".